# Cymatiidae
Cymatiidae Iredale, 1913, in italiano chiamati cimàtidi, sono una famiglia di molluschi gasteropodi della sottoclasse Caenogastropoda.

## Descrizione
La famiglia Cymatiidae contiene conchiglie di dimensioni da piccole (Gyrineum) a grandi (Cymatium), operculate, pesanti, con vortici portanti fino a 2 varici, raramente collegati a quelli di vortici adiacenti. La mancanza di spine e squame impedisce una confusione con alcuni Muricidae, e il periostraco, sempre molto fornito quando è presente in un genere, è un'altra caratteristica della famiglia.
Le specie sono distribuite nei mari temperati di tutto il mondo.

## Tassonomia
La tassonomia della famiglia è stata modificata nel 2019 a seguito di uno studio sulla filogenesi molecolare della superfamiglia Tonnoidea. Tale studio ha portato a cambiamenti significativi nella classificazione familiare dei Tonnoidea, comportando la resurrezione di tre gruppi familiari (Thalassocyonidae, Cymatiidae e Charoniidae) e la sinonimia di uno (Pisanianuridae con Laubierinidae), aumentando il numero di famiglie riconosciute da sette a nove. L'estensione e la composizione dei Ranellidae è la più modificata, con tre famiglie ora riconosciute per i taxa precedentemente assegnati di cui una parte sono stati appunto assegnati alla famiglia Cymatiidae.
La famiglia risulta pertanto composta da 23 generi esistenti e 10 estinti:
Generi esistenti
- Genere Argobuccinum Herrmannsen, 1846
- Genere Austrosassia Finlay, 1931
- Genere Austrotriton Cossmann, 1903
- Genere Cabestana Röding, 1798
- Genere Cymatiella Iredale, 1924
- Genere Cymatium Roding, 1798
- Genere Cymatona Iredale, 1929
- Genere Distorsomina Beu, 1998
- Genere Fusitriton Cossmann, 1903
- Genere Gelagna Schauffus, 1869
- Genere Gutturnium Mørch, 1852
- Genere Gyrineum Link, 1807
- Genere Halgyrineum Beu, 1998
- Genere Linatella Gray, 1857
- Genere Lotoria Emerson & Old, 1963
- Genere Monoplex Perry, 1810
- Genere Personella Conrad, 1865
- Genere Proxicharonia Powell, 1938
- Genere Ranularia Schumacher, 1817
- Genere Reticutriton Habe & Kosuge, 1966
- Genere Sassia Bellardi, 1873
- Genere Septa Perry, 1810
- Genere Turritriton Dall, 1904

Generi estinti
- Genere † Cassitriton Craig & Tracey, 2020 †
- Genere † Eocymatium Beu, 1988 †
- Genere † Eusassia Craig & Tracey, 2020 †
- Genere † Microsassia Craig & Tracey, 2020 †
- Genere † Microtriton Craig & Tracey, 2020 †
- Genere † Nassitriton Craig & Tracey, 2020 †
- Genere † Parasassia Craig & Tracey, 2020 †
- Genere † Planitriton Craig & Tracey, 2020 †
- Genere † Protoplex Craig & Tracey, 2020 †
- Genere † Sassiella Craig & Tracey, 2020 †